# Wanamingo
Wanamingo – miasto położone w południowo-wschodniej części stanu Minnesota, w hrabstwie Goodhue ma powierzchnię 2,8 km².
Liczy 1055 mieszkańców (dane z lipca 2006 roku).